# Criptomusulmani
Per criptomusulmani si intende tutte quei musulmani che aderiscono segretamente all'Islam professando in pubblico un'altra fede. Con questa parola si designano di solito i musulmani spagnoli durante l'inquisizione (per es. i moriscos) oltre che i musulmani nelle aree a maggioranza cristiana dei Balcani.
Affine al concetto di criptomusulmani è quello di criptosunniti e criptosciiti, cioè minoranze sunnite e sciite che, per sfuggire alle reciproche persecuzioni, in vari tempi e luoghi, trovarono vantaggioso fingere di condividere il credo maggioritario del luogo ove vivevano.

## Esempi storici
Alcuni esempi storici includono Ahmad ibn Qasim Al-Hajarī, cripto-musulmano spagnolo del XVI secolo che scrisse un libro in cui racconta come ha organizzato la sua fuga dalla Spagna al Marocco e include anche una confutazione delle opinioni cattoliche su Gesù ed i dettagli su come vivevano i cripto-musulmani in Spagna.